# Quinnipiac University

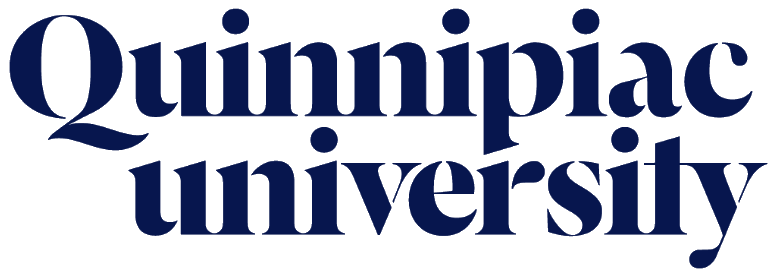
Logo

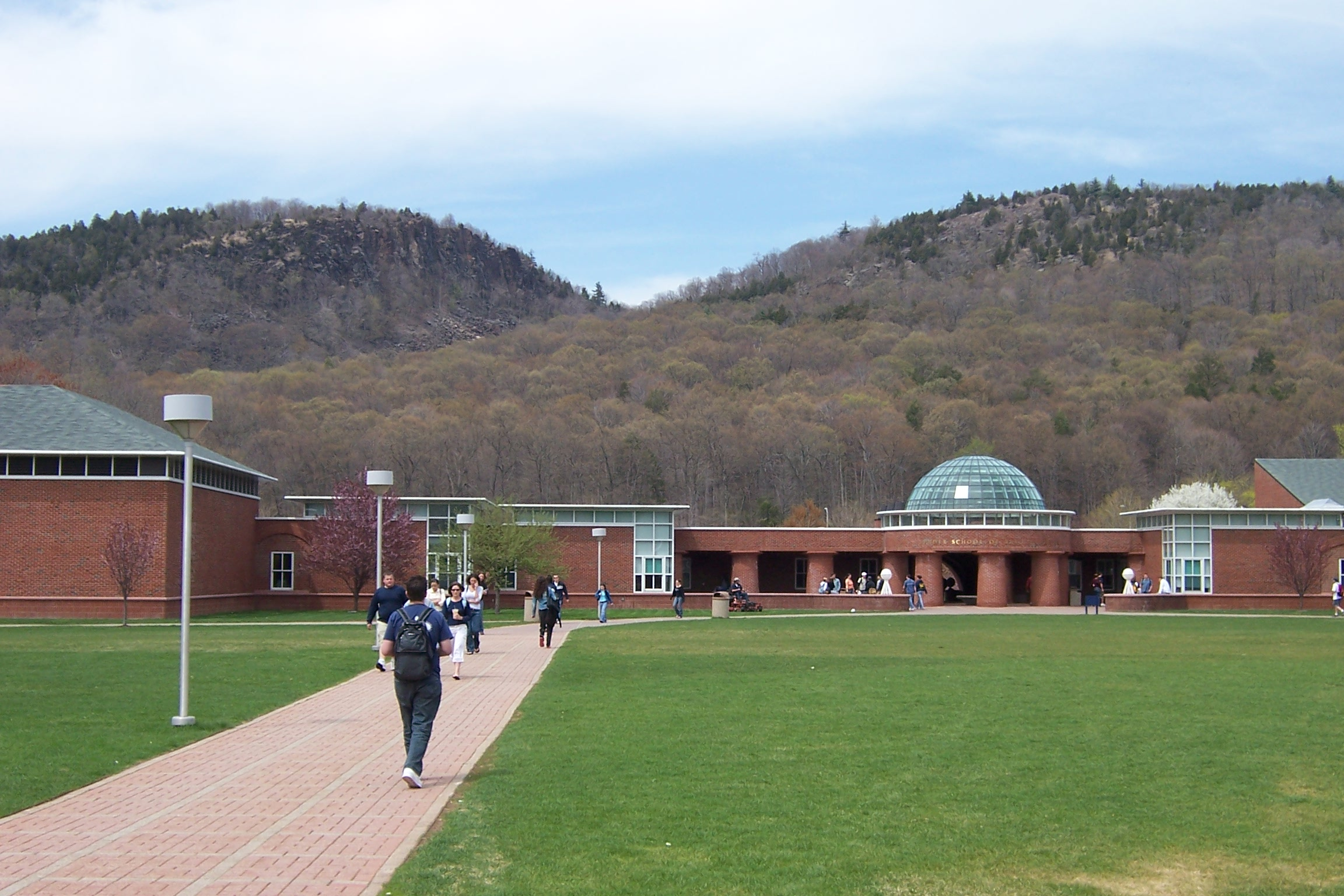
Der Campus und die Lender School of Business

Die Quinnipiac University ist eine private Universität in Hamden im US-Bundesstaat Connecticut. Im Herbst 2021 studierten hier 9.217 Personen, 2018 waren es 10.000 Studenten gewesen. Präsidentin ist seit 2018 Judy D. Olian.
Besonders bekannt ist die Universität für die Quinnipiac University Poll, dank dieser werden kostengünstig Umfrageergebnisse für die bevorstehenden US-Wahlen publiziert. Tageszeitungen wie The Washington Post und The New York Times berichteten über diese Errungenschaft und weisen hierfür überwiegend positive Kritiken für die Universität aus.
Die Universität ist bekannt für ihre Spezialisierung auf die Rechtswissenschaften.

## Historisches
Die Hochschule wurde 1929 von Samuel W. Tator, einem Geschäftsmann und Politiker, gegründet. Seine Frau Irmagarde Tator und der Yale-Student Philip Troup waren gleichfalls an der Gründung maßgeblich beteiligt. Tator war bis zu seinem Tod 1939 ihr erster Präsident. Während des Zweiten Weltkriegs wurde die Universität geschlossen und danach wieder eröffnet. 1951 benannte man sie in Quinnipiac College um, zu Ehren der Quinnipiac-Indianer. Innerhalb weniger Jahre wurde sie erweitert, ein privates Frauen-College eingerichtet und weitere Physikräume erbaut. 1996 zog der Campus nach Hamden, direkt am Fuß des Bergzuges „Sleeping Giant“. In den 1970er Jahren wurde der Masterabschluss eingeführt. Bis in die 1990er Jahre hatte die Universität eine regional beschränkte Reputation. Bald wurde dank der American Bar Association der Abschluss Juris Doctor zugelassen und die Universität machte mit Businessprogrammen und Journalismus auf sich aufmerksam. Am 1. Juli 2000 wurde der Name in Quinnipiac University geändert; diesen Namen trägt sie bis heute.

## Vermögen
Der Wert des Stiftungsvermögens der Quinnipiac-Universität lag 2021 bei 753,9 Mio. US-Dollar und damit 38,3 % höher als im Jahr 2020, in dem es 545,1 Mio. US-Dollar betragen hatte.

## Sport
Die Sportteams sind die Bobcats. Die Hochschule ist seit 2013 Mitglied in der Metro Atlantic Athletic Conference, mit Ausnahme der Hockeyteams, die in der ECAC Hockey spielen.

## Bekannte Alumni
- Reid Cashman (* 1983) – Eishockeyspieler
- Connor Clifton (* 1995) – Eishockeyspieler, spielte 2013 bis 2017 für die Quinnipiac Bobcats
- Mike Dalhuisen (* 1989) – Eishockeyspieler, 2009 bis 2013 für die Bobcats
- Ilona Maher (* 1996) – Rugbyspielerin, spielte 2016 bis 2018 für die Bobcats
- Matthew Peca – Eishockeyspieler
- Devon Toews – Eishockeyspieler
- Kirsten van de Ven – Fußballspielerin
- William C. Weldon (* 1948) – Chairman und ehemaliger CEO von Johnson & Johnson, Bachelor 1971
- Turk Wendell – Baseballspieler